# Secăria, Prahova
Secăria este o comună în județul Prahova, Muntenia, România, formată numai din satul de reședință cu același nume.

## Așezare
Comuna Secăria este situată în nord-vestul județului Prahova, în valea râului Secăria (un afluent al Doftanei, în care se varsă în lacul Paltinu) la circa 60 km distanță de municipiul Ploiești, la 8 km distanță de orașul Comarnic și 6 km distanță de comuna Valea Doftanei. Este deservită de șoseaua județeană DJ101S, care o leagă spre est de Valea Doftanei și spre vest de Comarnic, unde se termină în DN1.

## Demografie
Componența etnică a comunei Secăria
     Români (96,01%)
     Alte etnii (3,99%)
Componența confesională a comunei Secăria
     Ortodocși (94,9%)
     Alte religii (0,46%)
     Necunoscută (4,64%)
Conform recensământului efectuat în 2021, populația comunei Secăria se ridică la 1.078 de locuitori, în scădere față de recensământul anterior din 2011, când fuseseră înregistrați 1.243 de locuitori. Majoritatea locuitorilor sunt români (96,01%). Din punct de vedere confesional, majoritatea locuitorilor sunt ortodocși (94,9%), iar pentru 4,64% nu se cunoaște apartenența confesională.

## Politică și administrație
Comuna Secăria este administrată de un primar și un consiliu local compus din 9 consilieri. Primarul, Gheorghe Aurelian Bălan[*], de la Partidul Social Democrat, este în funcție din 2016. Începând cu alegerile locale din 2024, consiliul local are următoarea componență pe partide politice:
|  | Partid                          | Consilieri | Componența Consiliului | Componența Consiliului | Componența Consiliului | Componența Consiliului |
|  | ------------------------------- | ---------- | ---------------------- | ---------------------- | ---------------------- | ---------------------- |
|  | Partidul Național Liberal       | 4          |                        |                        |                        |                        |
|  | Partidul Social Democrat        | 4          |                        |                        |                        |                        |
|  | Alianța pentru Unirea Românilor | 1          |                        |                        |                        |                        |

## Istorie
La sfârșitul secolului al XIX-lea, satul Secăria și teritoriul comunei actuale erau parte integrantă a comunei Comarnic, situație păstrată și în perioada interbelică. Comuna s-a separat în 1931, când figurează drept comună separată.
În 1950, a fost transferată raionului Câmpina din regiunea Prahova și apoi, după 1952, din regiunea Ploiești. În 1968 a redevenit parte a județului Prahova, reînființat.

## Monumente istorice
Opt obiective din comuna Secăria sunt incluse în lista monumentelor istorice din județul Prahova ca monumente de interes local, toate fiind clasificate ca monumente de arhitectură: casele Gheorghe Stoica, Sultana Văsâi (începutul secolului al XIX-lea), Cornelia Aldea (sfârșitul secolului al XIX-lea, refăcută în 1940), Maria Popa, Gheorghe Neacșu, Ion Oprica, Aurelia Mărgărit (sfârșitul secolului al XIX-lea–începutul secolului al XX-lea) și Dumitru Păișan (1924).